# 테일러 스위프트 마스터링 논란
미국의 싱어송라이터인 테일러 스위프트가 발매한 첫 여섯 장의 정규 음반에 대한 마스터의 소유권을 둘러싼 논란이 언론에서 보도되고 있다.
2019년 6월 30일, 스위프트의 정규 음반 6장의 마스터 권한을 미국의 탤런트 매니저인 스쿠터 브론이 얻었다. 이는 2019년 리퍼블릭 레코드와 계약하기 전까지 스위프트의 전 음반사였던 빅 머신 레코드의 인수로 일부 권리가 가게 된 것이다. 스위프트는 이에 관해 계속하여 자신이 수년간 마스터 권한을 갖기 위해 노력했지만 빅 머신이 불리한 조건을 제시했기 때문에 얻을 수 없었다고 주장하였다. 스위프트는 평화적으로 사건을 해결하려 하였지만, 브론을 "교묘한 불량배"라고 비난하였다. 이에 대해 빅 머신의 전 사장이었던 스콧 보체타는 스위프트가 자신의 마스터 권한을 살 기회가 있었지만, "떠나기로 결정했다"고 말하면서 스위프트의 사실적 주장에 이의를 제기하였다.
스위프트와 빅 머신과의 관계는 빅 머신이 2019년 아메리칸 뮤직 어워드와 2020년 공개된 다큐멘터리 “미스 아메리카나”에서 스위프트가 소속 당시 발매한 노래를 사용하지 못하도록 하였다는 의혹과 2020년 라이브 음반인 “Live from Clear Channel Stripped 2008”을 무단으로 공개했다는 등 논란이 잇따르고 있다. 스위프트는 자신이 부른 노래 전곡에 대한 소유건을 얻기 위해 첫 여섯 장의 정규 음반을 모두 재녹음 및 재발매하기로 이야기하였다. 2021년 2월, 스위프트는 2008년에 발매한 두 번째 정규 음반 “Fearless”가 첫 재녹음 음반으로, “Fearless (Taylor's Version)”이란 이름으로 발매되었다.

## 배경

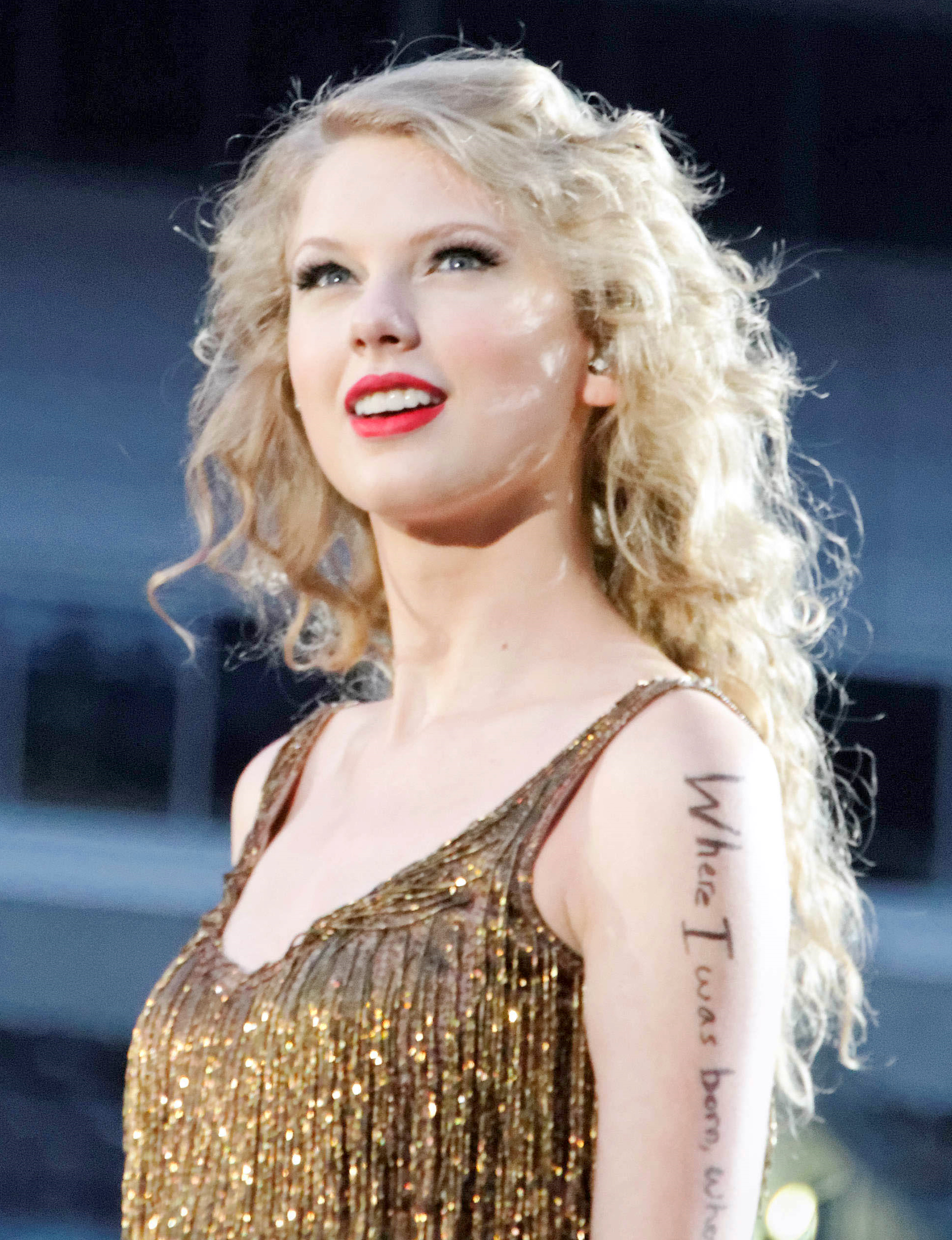
테일러 스위프트는 2004년 빅 머신 레코드와의 계약에서 첫 여섯 장의 음반에 대한 마스터 권한을 레이블에 주는 것으로 서명하였다.

음악 산업에서, 녹음의 마스터는 판매와 유통을 위해 후속 복사를 하는 것이다. 따라서 마스터 권한의 소유자는 스트리밍 플랫폼에서 사용할 수 있는 디지털 버전 또는 CD나 바이닐에서 사용할 수 있는 버전 등 모든 복사본에 대한 권한을 소유하게 된다. 또한 기록을 복제하려는 사람은 반드시 마스터 권한 소유자에게 허가를 요청해야만 한다. 2010년대 이전, 다운로드와 스트리밍과 같은 디지털 음악 플랫폼이 등장하기 전에는 음악가가 레이블에 의존하여 방송과 같은 전통적인 수단이나 음악 소매업자들에게 물리적은 유통을 하며 음악을 홍보하는 방식을 하였다. 이와 같은 레이블은 일반적으로 음악가와 계약을 하기 위해 서명을 할 때, "영구적"으로 마스터 권한을 레이블이 가질 수 있도록 요구를 한다.
미국의 싱어송라이터 테일러 스위프트는 2004년 스콧 보체타가 사장으로 있던 내슈빌 본사의 레이블 빅 머신 레코드와 13년 동안 음반 계약을 맺었다. 이 계약에서 스위프트는 빅 머신에게 현금 출납을 대가로 6개의 음반 발매 및 그 음반에 대한 권리를 주기로 동의하였다. 이후 2006년부터 2017년까지 스위프트는 “Taylor Swift” (2006), “Fearless” (2008), “Speak Now” (2010), “Red” (2012), “1989” (2014), “Reputation” (2017)을 빅 머신 레코드에서 발매하였다. 2018년 11월, 스위프트는 빅 머신 레이블 그룹과의 계약이 만료되었고, 스위프트는 유니버설 뮤직 그룹(UMG) 산하의 레이블인 리퍼블릭 레코드와 새로운 계약을 맺었다. 버라이어티는 그때까지 스위프트의 노래가 빅 머신의 매출 중 80%를 차지했다고 보도하였다. 스위프트는 리퍼블릭 레코드와의 계약 중 UMG 산하 레이블에 소속된 모든 음악가에게 영향을 끼치는 조항 일부를 공개하였다. 내용은 소속 가수로 인하여 UMG가 소유한 스포티파이의 지분을 매각 시 다른 UMG 음악가에게 공정하게 나누어달라는 내용이었다. 또한 리퍼블릭 레코드와 새로운 계약으로 스위프트는 2019년에 발매한 일곱 번째 정규 음반 “Lover”를 시작으로 자신이 발매한 음반의 마스터를 온전히 소유할 수 있게 되었다.
스쿠터 브론은 아리아나 그란데와 저스틴 비버 등의 가수를 관리하는 것으로 유명한 매니저 겸 사업가로, 래퍼 카니예 웨스트와 함께 일하였다. 스위프트는 2009년 MTV 비디오 뮤직 어워드에서 일명 카니예게이트라 불리는 카니예 웨스트와의 마찰과 2016년 웨스트가 발매한 싱글 ‘Famous’의 발매 이후 공개적인 논쟁을 벌였다.

## 반응 및 비판
언론사는 스위프트를 선구자라고 표현하면서 스위프트가 공개적으로 마스터 권한 소유에 대한 이야기를 한 다는 것을 다루었다. 마스터 소유의 문제와 프린스, 비틀즈, 자넷 잭슨, 데프 레퍼드와 같이 레코드 레이블과 음악가 사이의 갈등에서 스위프트는 대중에게 이를 공개한 몇 안 되는 사람 중 한 명이었다. 스위프트의 소셜 미디어 게시물에 대해서 사람들의 반응은 두 가지로 나뉘었다. 스위프트에 대한 찬성을 드는 사람은 자신의 음악을 올바르게 소유해야 한다는 의견에 찬성한다는 것이며, 할시, 스카이 페레이라, 이기 아젤리아 등이 이를 지지하였다. 한편, 스위프트의 의견에 반대하는 가수로는 브론이 좋은 성격을 가지고 있고, 이 결정이 개인적이 아닌 것이라고 믿는 저스틴 비버와 데미 로바토 등 있었다.

## 이후
스위프트는 2019년 8월 자신의 음악을 완전히 소유하고 상업적인 목적으로 배포하기 위해 자신의 예전 곡들을 재녹음할 것이라고 발표하였다. 이후 2020년 11월에 자신의 전곡을 재녹음하기 시작하였다. 2021년 2월, 스위프트는 2008년에 발매한 두 번째 정규 음반 “Fearless”의 재녹음을 마쳤으며, 4월 9일 “Fearless (Taylor's Version)”이라는 이름으로 발매할 것이라고 밝혔다. 한편 2021년 2월 12일에 원래 음반의 싱글이었던 ‘Love Story’의 재녹음 버전 ‘Love Story (Taylor's Version)’을 공개하였다.

## 같이 보기
- Fearless (Taylor's Version)
- Red (Taylor's Version)
- Speak Now (Taylor's Version)
- 1989 (Taylor's Version)